# Deuteronomos ochraria
Deuteronomos ochraria är en fjärilsart som beskrevs av Stephens 1831. Deuteronomos ochraria ingår i släktet Deuteronomos och familjen mätare. Inga underarter finns listade i Catalogue of Life.